# عمار مناف رمضان
عمار مناف رمضان (عربی: عَمَّار رَمَضَان؛ زادهٔ ۵ ژانویهٔ ۲۰۰۱) بازیکن فوتبال اهل سوریه است.
از باشگاه‌هایی که در آن بازی کرده‌است می‌توان به باشگاه فوتبال فرنتس‌واروش و بخش جوانان باشگاه فوتبال یوونتوس اشاره کرد.
وی همچنین در تیم‌های ملی فوتبال زیر ۱۷، زیر ۱۹، زیر ۲۳ سال و بزرگسالان سوریه بازی کرده‌است.